# 玛瑟琳·代博尔德-瓦尔莫

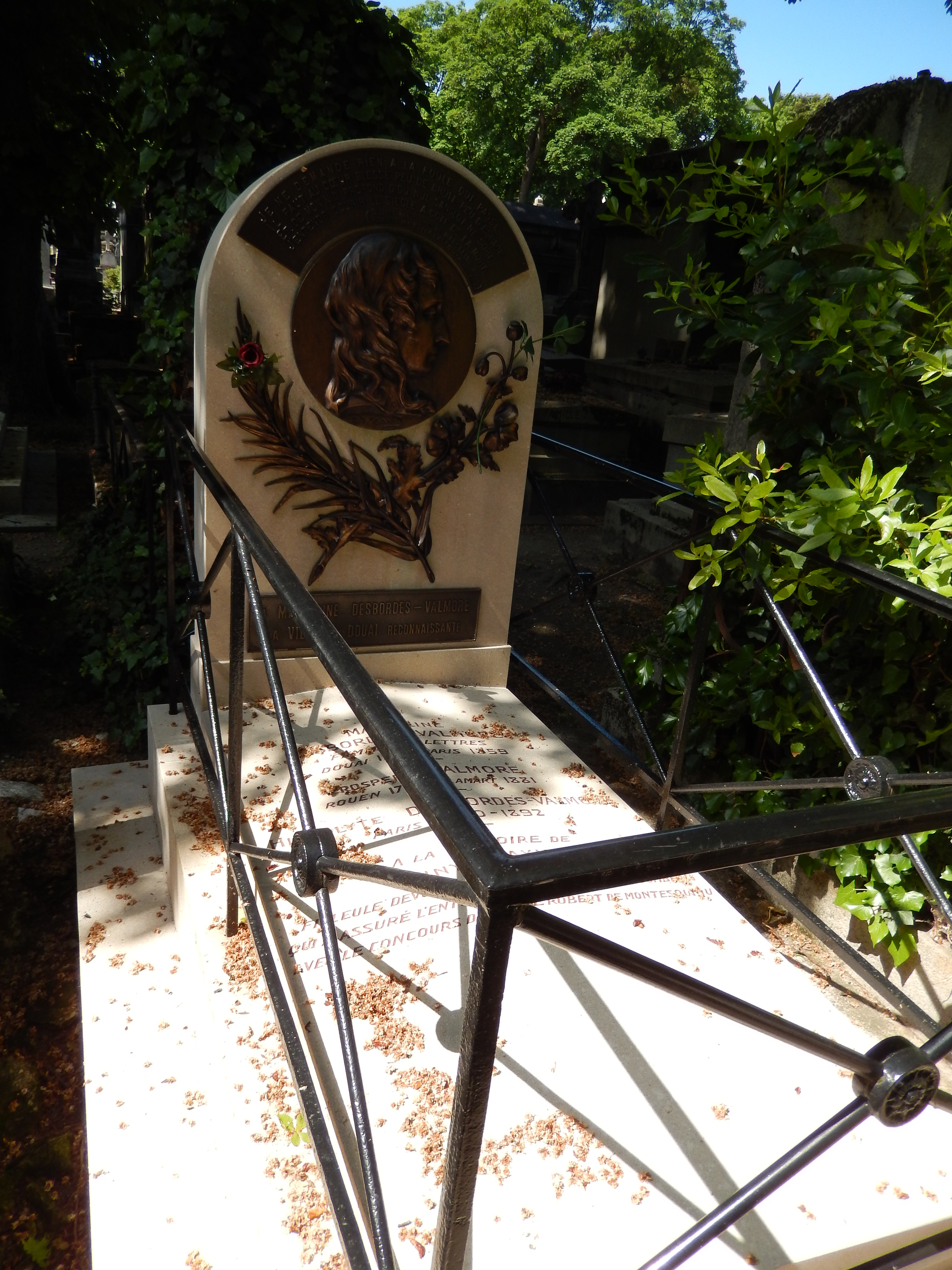
玛瑟琳·代博尔德-瓦尔莫在26号蒙马特公墓的墓碑。

玛瑟琳·代博尔德-瓦尔莫（Marceline Desbordes-Valmore，1786年6月20日—1859年7月23日）是一位法国诗人和小说家。

## 生平
玛瑟琳·代博尔德-瓦尔莫出生于法国杜埃。大革命之后，她父亲的生意遭到破坏，她和母亲一起前往瓜德罗普寻求亲戚的经济帮助。玛瑟琳的母亲在那里死于黄热病，随后她回到了法国。16岁时回到杜埃，她开始了舞台生涯。1817年，她与第二任丈夫Prosper Lanchantin-Valmore结婚。
她于1819年出版了她的第一部诗歌作品《Élégies et Romances》。她那忧郁、哀婉的诗因其优雅和深刻的情感而备受赞赏。1821年，她出版了叙事作品《Veillées des Antilles》。它包括中篇小说《Sarah》，为法国奴隶故事类型做出重要贡献。
玛瑟琳在杜埃、鲁昂、巴黎喜歌劇院和布鲁塞尔-首都大区皇家铸币局剧院担任女演员和歌手，在博马舍的作品《Le Barbier de Séville》饰演角色。她于1823年退出舞台。后来她成为小说家奥诺雷·德·巴尔扎克的朋友，是巴尔扎克小说《贝姨》的灵感来源。
1819年，她出版了她的新式挽歌，标志着她成为法国浪漫主义诗歌的创始人之一。她的诗歌也以沉闷而压抑的主题著称，这反映了她忧愁的生活。她是保尔·魏尔伦于1884年出版的著名选集《被诅咒的诗人》中唯一的女作家。她的一卷诗集是弗里德里希·尼采收藏的书籍之一。
1859年7月23日她在巴黎去世。

## 作品
- 1819: Élégies et romances
- 1825: Élégies et poésies nouvelles[6]
- 1830: Poésies inédites[6]
- 1833: Les Fleurs[6]
- 1839: Pauvres Fleurs[6]
- 1843: Bouquets et prières[6]
- 1860: Poésies posthumes[6] （去世后出版）